# Thibault Lacroix
Pour les articles homonymes, voir Lacroix.
Pas d'image ? Cliquez ici

a Compétitions nationales et continentales officielles uniquement.

b Matchs officiels uniquement.
Dernière mise à jour le 10 décembre 2017.
Thibault Lacroix, né le 14 mai 1985 à Niort (Deux-Sèvres), est un joueur de rugby à XV français qui évolue au poste de centre au sein de l'effectif de l'Aviron bayonnais, avant de prendre sa retraite en 2018.

## Biographie

### Carrière en club

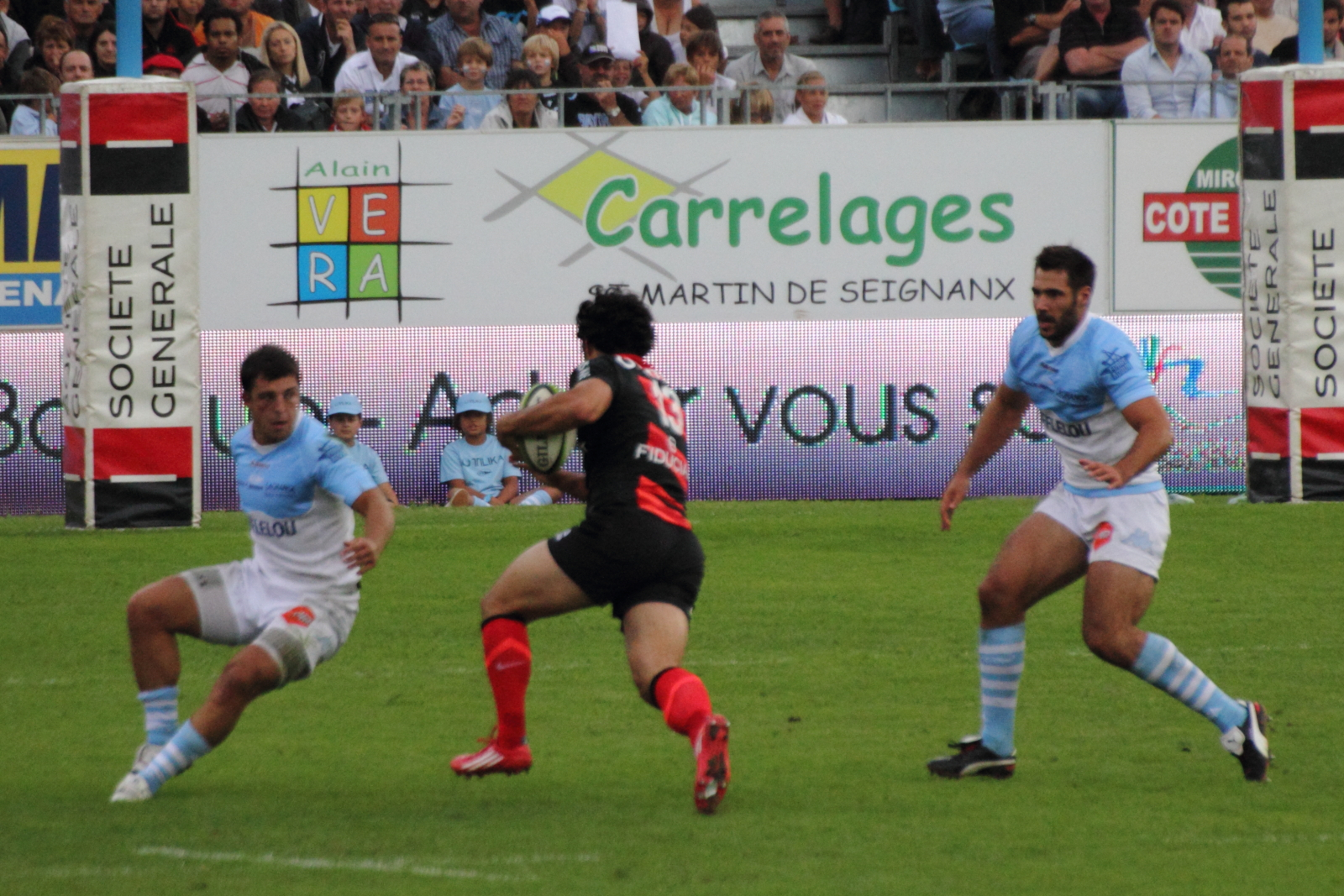
Thibault Lacroix (à droite), en défense face à Yann David, aux côtés de Lionel Mazars.

Formé à Combs-la-Ville, il joue successivement avec les clubs du Racing, de l'AS Béziers, du Biarritz olympique, du Stade français Paris, du SC Albi de l'Aviron bayonnais et de l'Union Bordeaux Bègles. Il dispute quatre matchs de coupe d'Europe avec Biarritz.
En 2013, il signe avec le club de l'Union Bordeaux Bègles. En 2015, il retourne dans le pays basque pour de nouveau évoluer sous les couleurs de l'Aviron bayonnais.
Il annonce le 24 avril 2018 qu'il raccrochera les crampons en fin de saison 2017-2018, à l'âge de 32 ans.

### Carrière internationale
Il honore sa première cape internationale en équipe de France le 28 juin 2008 contre l'équipe d'Australie, alors que les internationaux du Stade toulousain, de l'ASM Clermont Auvergne, de l'USA Perpignan et du Stade français disputent les demi-finales du Top 14 2007-2008 dans leurs clubs respectifs.

## Vie privée
Il est marié à Leïla et a un garçon, Gabriel né en 2013[réf. nécessaire] et une fille, Emma née en 2007 d'une première union. 

## Palmarès
- Championnat de France de première division :
  - Vainqueur (2) : 2005 et 2007

## Statistiques en équipe nationale
- en équipe de France
  - 2 sélections
  - Sélections par année : 2 en 2008
- Équipe de France -21 ans :
  - Participation au championnat du monde : 2006 (5 sélections), 2005 (5 sélections, 1 essai)
  - 8 sélections en équipe de France des -21 ans en 2005-2006
- Équipe de France -19 ans : finaliste du championnat du monde 2004 en Afrique du Sud (5 sélections, 4 essais)
- Équipe de France -18 ans : 3 sélections en 2003 au poste de troisième ligne (pays de Galles, Écosse, Angleterre)